# 卡尔本
卡尔本（德語：Karben，發音：[ˈkaʁbn̩] ⓘ）是德国黑森州达姆施塔特行政区韦特劳县的城市，面积43.94平方千米，2023年12月31日人口为23,253人。

## 友好城市
卡尔本与以下城市结为友好城市：
- 法國 拉蒙维尔-圣阿涅（1974年）
- 法國 圣埃格雷沃（1974年）
- 德国 路易森塔尔（1992年）
- 捷克 克爾諾夫（1993年）